# Oliver de la Fosse
Oliver de la Fosse, né le 13 septembre 1981 sur l’île de Guernesey, est un acteur britannique.

## Filmographie
- 2004 : Doctors - Two Can Play: Partie 1 et 2 (épisode TV) : Tim Howard
- 2005 : Space Race (série télévisée) : Staver's Lieutenant
- 2005 : Down to Earth - Cowboys (épisode TV) : Carl Fleming
- 2005 : Casualty - Secrets That We Keep (épisode TV) : Ian Preston
- 2005 : D-Day, leur jour le plus long (téléfilm) : Bob Littlar